# مسلیریسور
مسلیریسور(نام علمی: Messelirrisor) نام یک سرده از راسته سبزقباسانان است.